# Király József (belsőépítész)
Király József (Torda, 1930. október 20. – Budapest, 2013. július 24.) Kossuth-díjas magyar iparművész, belsőépítész. A bútortervezés jeles képviselője.

## Életútja
1949-1954 között az Iparművészeti Főiskolán tanult, ahol Kaesz Gyula és Hornicsek László voltak a mesterei. Fő munkaállomásai a tervezőirodák voltak, pályáját a Faipari Szövetkezetben (1954-55) kezdte, majd a Kereskedelmi Tervező Iroda (1957-59), a Középülettervező Vállalat (1959-68), a MÁV Tervező Intézet (1968-69), az Ipari Épülettervező Vállalat (1969-72), Szék- és Kárpitosipari Vállalat (1972-75), a székesfehérvári Bútoripari Vállalat (1975-77) következtek. Közben a Budapesti Műszaki Egyetem lakóépület-tervezési tanszékén tanított (1957-59), később, 1973-tól mintegy három évtizeden át a MIF Tervezőképző Intézetében bútortervezést oktatott docensi beosztásban. 1983-1990 között a Lakótervnél, Finta József műtermében dolgozott.
A modern tömeggyártás számára bútorokat tervezett (Tér ’75 garnitúra; Garzon-szekrénysor).

## Fontosabb munkáiból
- A Gellért Szálló II. emeleti bútorai (1957);
- A kecskeméti Aranyhomok Szálló belsőépítészeti munkái (1968);
- Lágymányosi Sport Szálló belsőépítészeti munkái;
- Margitszigeti Nagyszálló (mostani nevén Danubius Grand Hotel Margitsziget) belsőépítészeti munkái (ezért Ybl-díjat kapott);
- Rózsavölgyi Könyvesbolt belsőépítészeti munkái (1982, Moess Tiborral);
- Budapest Szálló belsőépítészeti munkái (1982);
- OTP-Penta Szálló sörözője, Budapest (faplasztika, 1982);
- Taverna Szálló, Budapest (belsőépítészeti munkái, 1982);
- Életfa, faplasztika (1983), helye: Budapesti Kongresszusi Központ, Pátria Terem; a Pátria Teremnek is Király József volt a belsőépítésze.[1]

## Kiállításai
Király József életmű-kiállítása 2000-ben volt az Iparművészeti Múzeumban. 2008-ban a Belsőépítészet tükre c. csoportos kiállításon vett részt a budapesti Nemzeti Táncszínház Kerengő Galériájában (Kiállító művészek: Bánáti János, Csavarga Rózsa, Dragonits Márta, Gergely László, Hefkó Mihály, Jahoda Maja, Király József, Kovács Zoltán, Németh István, O. Ecket Judit, Somogyi Pál, Szekér Ferenc, Szenes István, Zobor László.)
Fából faragott címen 2009-ben egyéni kiállítást rendeztek rajzaiból, bútoraiból, térplasztikáiból a budapesti Árkád Galériában (VII. kerület). Ugyanebben az évben nyerte el a 79 éves Király József a Magyar Formatervezési Tanács és az Oktatási és Kulturális Minisztérium életműdíját.

## Díjak, elismerések
- Munkácsy Mihály-díj (1957)
- Ybl Miklós-díj (1968)
- Érdemes művész (1984)
- Kiváló művész (1990)
- Kossuth-díj (1996)
- Életműdíj (2009)